# Club Atlético Güemes
O Club Atlético Güemes, também conhecido como Atlético Güemes, é um clube esportivo argentino da cidade de Santiago del Estero, capital da província homônima, fundado em 12 de outubro de 1932.
Sua principal atividade é o futebol, onde atualmente a equipe masculina participa do Torneo Federal A, a terceira divisão do futebol argentino para as equipes indiretamente afiliadas à Associação do Futebol Argentino (AFA), sendo representante da Liga Santiagueña de Fútbol ante o Conselho Federal do Futebol Argentino (CFFA). Além do futebol, entre os outros esportes praticados no clube, temos o basquete, patinação artística sobre rodas, showbol, judô e o cestoball.

## História
Tudo começou em 12 de outubro de 1932, na residência de Carmelo Ávila, onde um grupo de jovens da cidade de Santiago del Estero fundou o Club Atlético Güemes. Após várias horas de debate, ficou decido o nome do clube seria uma homenagem à Martín Miguel de Güemes, militar Argentino que cumpriu uma atuação destacada nas lutas para a Independência da América Espanhola. Além da escolha do nome, ficou combinado que as cores do novo clube seria o azul (predominante) com vermelho (detalhes). No tereno atualmente ocupado pela Escuela Patricias Argentinas foi construído o primeiro estádio de futebol do clube. Uma das obras mais importantes realizadas pelos dirigentes do clube foram a construção da sua sede, Solar de los Deportes, em 1954.
Seu primeiro presidente foi Tomás Santillán, já que Jesús Domínguez, que foi eleito pela maioria dos presentes no dia da fundação, não aceitou o cargo por falta de tempo devido a seu trabalho. Entre seus feitos ao longo doa anos destacam-se várias participações em torneios nacionais e um considerável número de conquistas no campeonato local.

## Estádio
Seu estádio de futebol é o Arturo Miranda, também localizado em Santiago del Estero, que conta com capacidade aproximada para 10.000 torcedores. A cancha do Güemes é conhecida popularmente como La Isla e tem como nome oficial, Arturo "Jiya" Miranda.

## Títulos

### Futebol
| REGIONAIS                  | REGIONAIS | REGIONAIS  | REGIONAIS |
| Competição                 | Títulos   | Temporadas |           |
| -------------------------- | --------- | ---------- | --------- |
| Liga Santiagueña de Fútbol | 25        |            |           |